# Storemosse naturreservat, Ronneby kommun
För andra betydelser, se Store Mosse.
Storemosse är ett naturreservat i Ronneby kommun i Blekinge län.
Området är skyddat sedan 1981 och omfattar 140 hektar. Det består av myrmark samt en del av Listersjön. Reservatet är beläget nordost om Kallinge.

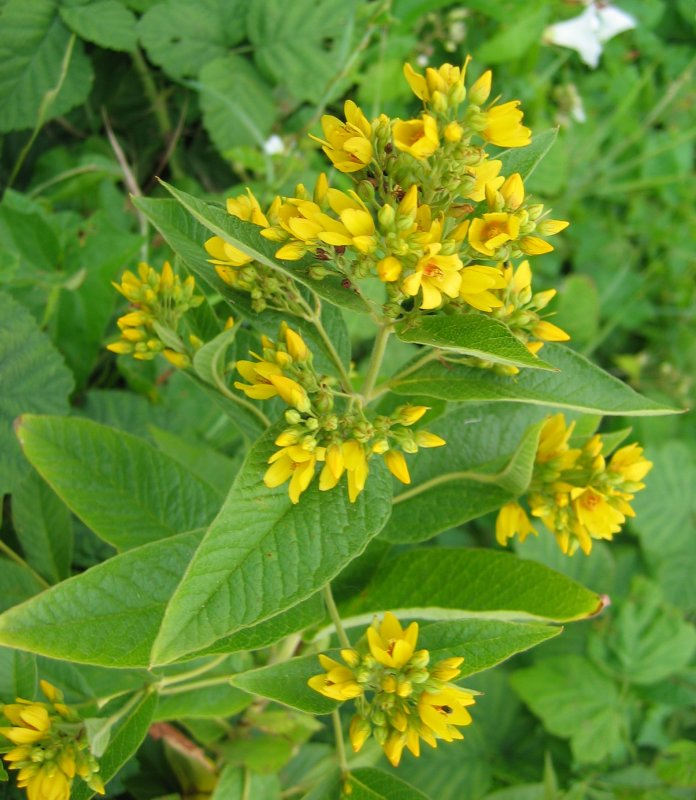
Strandlysing

Storemosse är en av Blekinges största myrar. Den östra delen av myren ingår i reservatet liksom i öster även delar av Listersjön. I området ingår även kärr, sumpskogar, barr- och ädellövskog. Stora delar av reservatet är vått och svårtillgängligt. I naturreservatet kan man bland annat finna kärrsilja, strandlysing, topplösa, kärrviol, vattenklöver, svärdslilja, tranbär, rundsileshår och kärrlilja.
Mossen har ett rikt fågelliv och man kan få se enkelbeckasin, trana, storlom, fiskgjuse och sångsvan. Delar av området omfattas av fågelskydd och är under viss del av året förbjudet att vistas i.